# Danske Samlinger for Historie, Topographi, Personal- og Literaturhistorie
Danske Samlinger for Historie, Topographi, Personal- og Literaturhistorie (ofte forkortet Danske Samlinger) var et tidsskrift, der udkom fra 1865. Redaktionen bestod af Christian Bruun, Oluf August Nielsen, Anton Ludvig William Petersen, Sophus Birket Smith, Sofus Laurits Henrik Christian Julius Birket Smith. Tidsskriftet behandlede historiske, personalhistoriske, topografiske og kulturhistoriske emner og omfattede dels egentlige artikler, dels såkaldte "Smaastykker". 
Tidsskriftets betydning lå (og ligger fortsat) i, at det fik offentliggjort store mængder af materiale, der ellers var opbevaret i arkiver. Artiklerne var forsynede med noter, og der fandtes et alfabetisk navne- og stedregister til hvert bind.